# Borovice černá v Mnichově Hradišti
Borovice černá se nacházela v zámecké zahradě v Mnichově Hradišti, její stáří bylo pdhadováno na 250 let. Nakloněný strom se 15. února 2023 vyvrátil, při tom poničil část živého plotu. Kvůli své hmotnosti (vážil 15 tun) musel být kmen rozřezán na několikametrové díly, které jeřáb srovnal v anglické části parku. Před kmen bude instalována informační tabule s údaji o stromu. Z kmene by měl být uříznut koláč, který by měl být instalován před zámeckou pokladnou, na letokruzích by měly být vyznačeny důležité události v dějinách města. Z borovice byly rozpěstovány semenáče.
Obvod stromu byl 4 metry. Strom si měl pamatovat schůzku Svaté aliance v roce 1833 na zámku v Mnichově Hradišti.

## Vyvrácení
Roky nakloněný strom se 15. února 2023 vyvrátil, při tom poničil část živého plotu. Kvůli podmáčeném terénu si borovice sama zpřetrhala kořenový systém, také postrádala hlavní kořen, který strom fixuje. Za mělčí kořenový systém může opukové podloží, nad kterým se strom nacházel.